# Timor Est ai Giochi della XXVIII Olimpiade
Timor Est ha gareggiato ai Giochi Olimpici per la prima volta ai Giochi della XXVIII Olimpiade ad Atene, Grecia.

## Atletica leggera

### Maschile
Eventi di corsa e prova su strada
| Atleta               | Evento   | Batteria | Batteria  | Semifinale | Semifinale | Finale | Finale    |
| Atleta               | Evento   | Tempo    | Posizione | Tempo      | Posizione  | Tempo  | Posizione |
| -------------------- | -------- | -------- | --------- | ---------- | ---------- | ------ | --------- |
| Gil da Cruz Trindade | Maratona |          |           |            |            | dnf    | -         |

### Femminile
Eventi di corsa e prova su strada
| Atleta        | Evento   | Batteria | Batteria  | Semifinale | Semifinale | Finale  | Finale    |
| Atleta        | Evento   | Tempo    | Posizione | Tempo      | Posizione  | Tempo   | Posizione |
| ------------- | -------- | -------- | --------- | ---------- | ---------- | ------- | --------- |
| Aguida Amaral | Maratona |          |           |            |            | 3:18:25 | 65°       |